# Joseph A. Ball
Joseph Arthur Ball (Cambridge, 16 agosto 1894 – Los Angeles, 27 agosto 1951) è stato un inventore e fisico statunitense e un dirigente della Technicolor SA.
Ha lavorato alla direzione tecnica di Becky Sharp, il primo film ad essere girato in Technicolor, ed ha ricevuto il premio Oscar alla carriera nel 1939 per i suoi contributi alla fotografia cinematografica a colori. A lui viene attribuito il merito di aver sviluppato il procedimento a tre colori.